# Twaalf heilige heuvels van Imerina
De twaalf heilige heuvels van Imerina zijn heuvels rond Madagaskars hoofdstad Antananarivo die een grote rol hebben gespeeld in de geschiedenis van het Koninkrijk Imerina. Oorspronkelijk werd onder deze twaalf heuvels de heuvels bedoeld die Koning Andrianampoinimerina (1787–1810) heilig verklaarde en hier twaalf van zijn vrouwen installeerde.
De meeste heilige heuvels hadden een rova (versterkt koninklijk fort), waar de meeste belangrijke Merina-vorsten werden geboren. Vrijwel alle Merina-vorsten en een groot aantal spirituele leiders zijn in een van deze rova's begraven.

## Geschiedenis
Volgens de Malagassische legendes koos de Merina-koning Andrianjaka in de 17e eeuw twaalf heuvels in zijn koninkrijk uit die een belangrijke rol speelden in het leven van de Merina en liet ze heilig verklaren. Twee eeuwen later koos Andrianampoinimerina een aantal andere heuvels uit om tot de twaalf gerekend te worden, waaronder een aantal voormalige hoofdsteden van rivaliserende koninkrijken die hij had ingenomen. Deze twaalf gekozen heuvels bestemde Andrianampoinimerina vervolgens als woonplaats voor twaalf van zijn vrouwen. In de loop van de geschiedenis vestigden veel Merina-monarchen zich op een van deze twaalf heuvels, maar er werden ook veel nieuwe heuvels geheiligd.

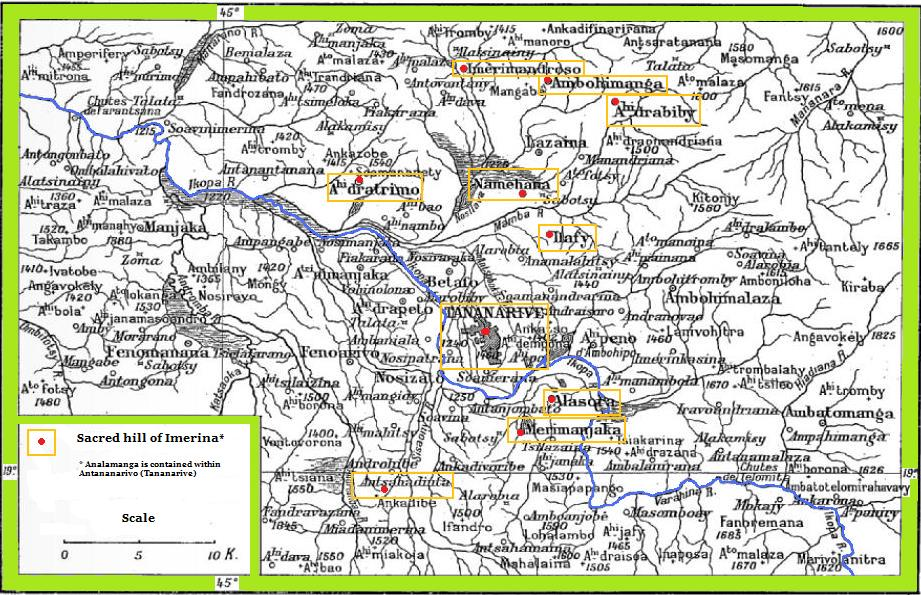
Kaart met de heilige heuvels van Imerina

## De belangrijkste heuvels
Aan de hand van diverse bronnen worden elf bepaalde heuvels gerekend tot de oorspronkelijke twaalf die door Andrianampoinimerina heilig zijn verklaard. Van een aantal hiervan bestaat er nog onzekerheid.

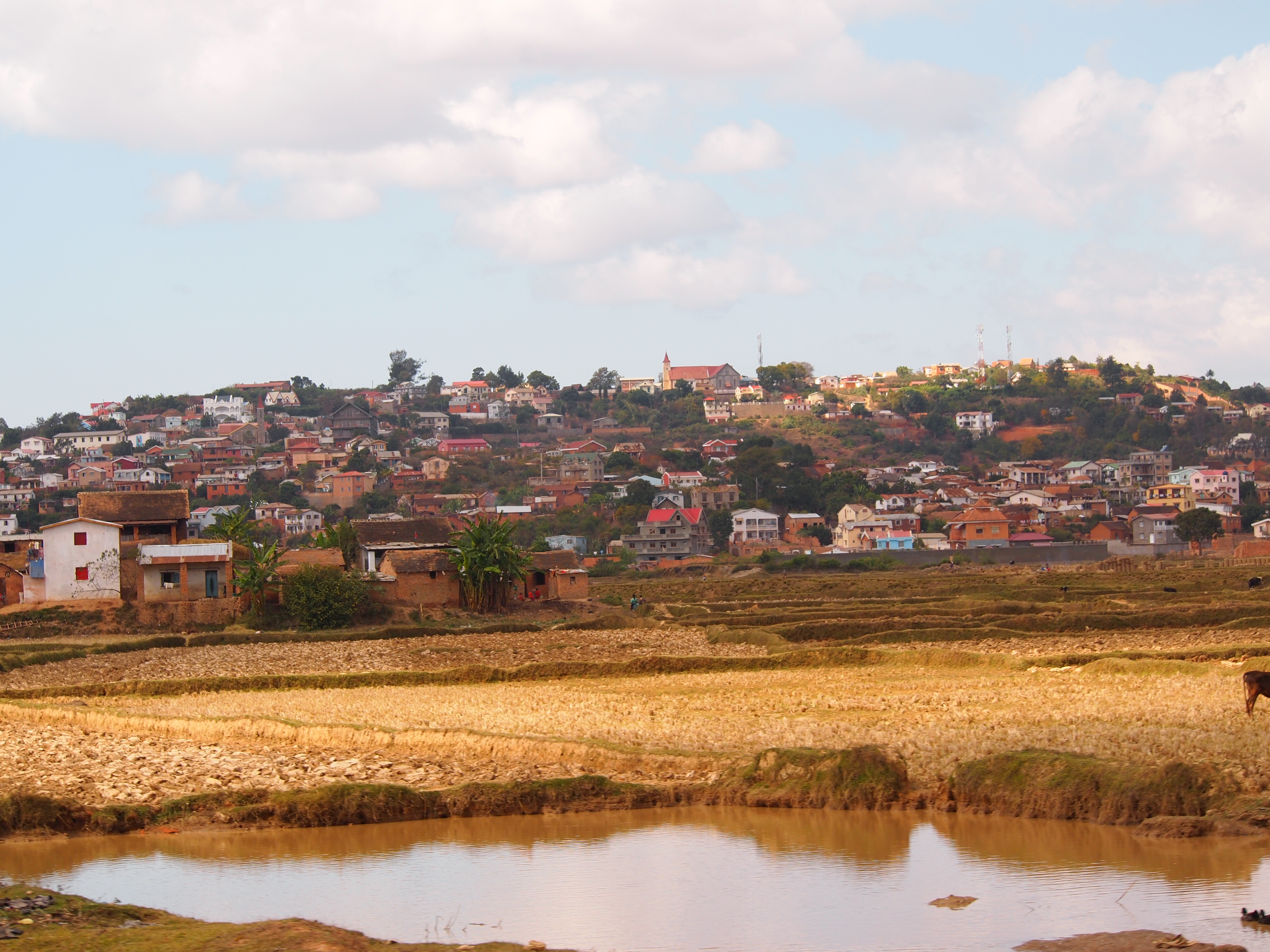
Alasora, 2013

- Alasora ligt 15 kilometer ten noordoosten van Antananarivo en is een van de oudste dorpen van de Merina. Men vermoedt dat het dorp is opgericht door prins Ramasimparihy in 1490. Koningin Rangita (1500–1520) en haar broer Andrianamponga gaven het dorp zijn huidige naam en Rangita's opvolgster, koningin Rafohy (1520–1540), verplaatste de hoofdstad van de regio van Imerimanjaka naar Alasora. Op de heuvel van Alasora staat de eerste rova die koning Andriamanelo (de vermeende oprichter van het koninkrijk Imerina) rond 1540 liet bouwen. Hij koos deze rova als zijn residentie en werd hier ook begraven.[1]
- Ambohidrabiby (ook Ambohitrabiby, 'heuvel van Rabiby') ligt 20 kilometer ten noorden van Antananarivo en was de hoofdstad van koning Ralambo (1575–1610). De stad is vernoemd naar Rabiby, de grootvader van Ralambo en een beroemd astroloog in zijn tijd. Ralambo en Rabiby liggen beide begraven in de Rova van Ambohidrabiby.

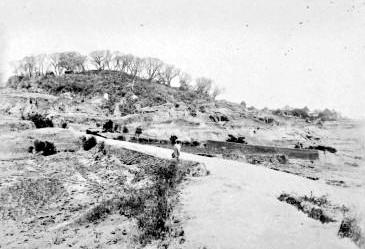
Ambohidratrimo, 1901

- Ambohidratrimo ('heuvel van Ratrimo') ligt 17 kilometer ten noorden van Antananarivo. Het dorp is vernoemd naar de Vazimba-koning Ratrimo die volgens mondelinge overleveringen in het midden van de 12e eeuw over het gebied rond het dorp regeerde. Aanvankelijk probeerde Andrianampoinimerina de heuvel waarop het dorp lag in te nemen, maar slaagde hier niet in. Uiteindelijk verkreeg hij het gebied door Rambolamasoandro te huwen, de prinses van Ambohidratrimo. Men neemt aan dat zij de moeder was van Andrianampoinimerina's zoon en opvolger, Radama I.[2]

Ambohimanga, 1865

- Ambohimanga ('blauwe heuvel') ligt 21 kilometer ten noorden van Antananarivo en was de hoofdstad van Imerina tijdens de regering van Andrianampoinimerina. In 2001 werd Ambohimanga opgenomen op de Werelderfgoedlijst van de Unesco.[3]

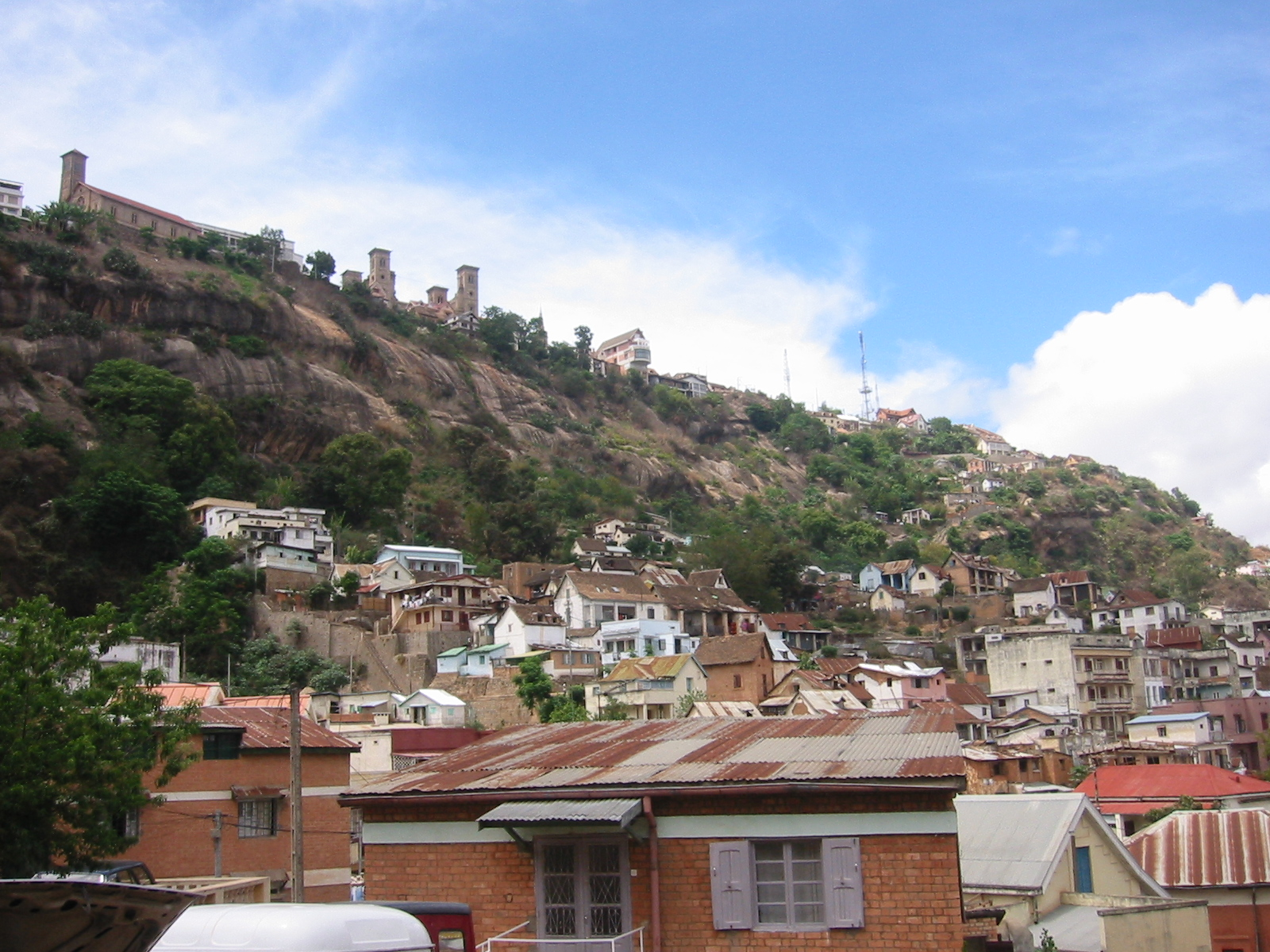
Analamanga, 2005

- Analamanga ('blauw bos') is een heuvel in het centrum van Antananarivo. Met zijn hoogte van 1456 meter is deze heuvel de hoogste heuvel van de stad. Op de heuvel ligt de Rova van Antananarivo, gebouwd door de Merina-koning Andrianjaka (1610–1630).
- De heuvel van Antsahadinta ('vallei van de lychees') ligt ten westen van Antananarivo en bevat een groot aantal traditionele aristocratische woningen die nog in een goede staat bevinden. Ook bevat de Rova van Antsahadinta een groot aantal koninklijke graven en een van de twaalf scholen die James Cameron in opdracht van Radama I liet bouwen. Na Ambohimanga worden de bouwwerken van de heuvel van Antsahadinta door velen gezien als Madagaskars belangrijkste cultureel en archeologisch erfgoed.[4]
- De heuvel van Ikaloy is de geboorteplaats van Andrianampoinimerina. In de ruïne van de Rova van Ikaloy zijn onder andere de vavahady (stenen schijven) te zien die langs de stadspoort staan, alsook een aantal stenen graven en houten aristocratische woningen.[5]
- Ilafy ligt 10 kilometer ten noordoosten van Antananarivo en was de hoofdstad van het koninkrijk van Andrianjafy (1770–1787). In 1833 werd in de stad een wapenfabriek gebouwd en Koning Radama II liet op de heuvel van Ilafy tijdens zijn regering een houten paleis plaatsen.[6] Radama II werd in deze stad begraven in 1863, in 1897 werd zijn stoffelijk overschot bijgelegd in het graf van Radama I, in de Rova van Antananarivo.

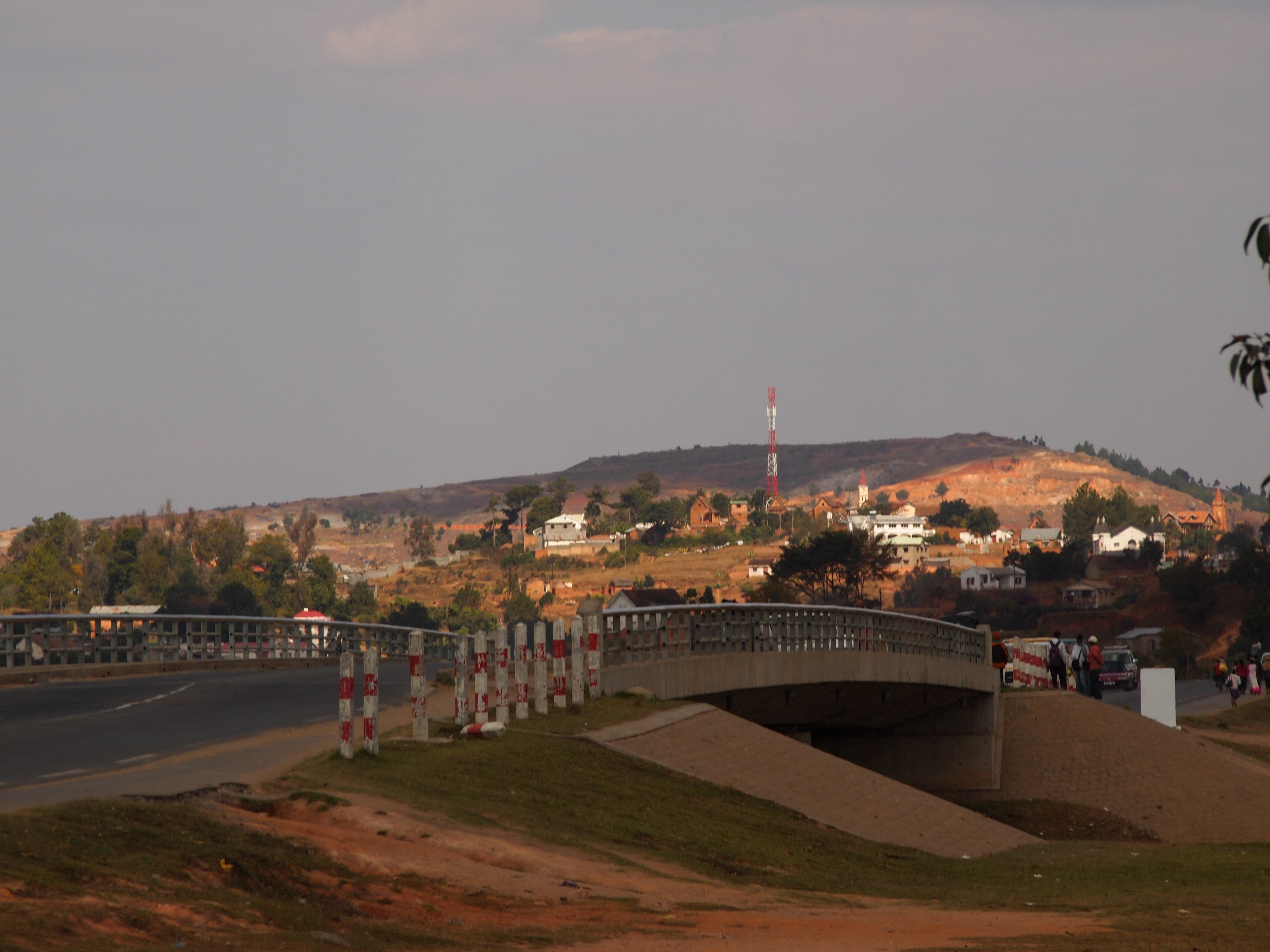
Imerimanjaka, 2013

- In de rova op de heuvel van Imerimanjaka bevinden zich de graven van Rangita en Rafohy, twee Vazimba-koninginnen.[7]
- Imerimandroso was een belangrijke stad van de Vazimba.
- Bij Namehana vond tijdens de oorlog in 1895 tussen de Merina en het Franse leger een belangrijke veldslag plaats.

## Overige heuvels
De volgende heuvels behoorden tot de heilige twaalf, zoals vastgesteld door koning Andrianjaka, maar werden door koning Andrianampoinimerina door andere heuvels vervangen:
- Ambohidrapeto
- Ambohimandranjaka
- Ambohijafy
- Ambohimanambony

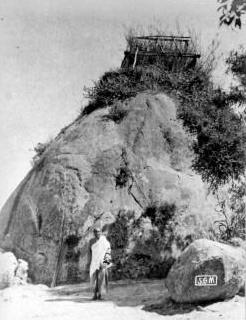
Begraafplaats van andriana op de Heuvel van Ambohiniazy

Twaalf is een heilig nummer onder de Merina, maar later werden tot de 'twaalf heilige heuvels' nog een groot aantal minder belangrijke heuvels gerekend die na de regering van Andrianampoinimerina zijn geheiligd. Hiertoe behoren onder andere de volgende heuvels:
- Ambohijoky, met een hoogte van 1519 meter de hoogste heilige heuvel van Imerina.[8]
- Antongona
- Androhibe
- Ampandrana
- Ambohimalaza
- Hiarandriana
- Ambatomanohina, geboorteplaats van Ranavalona I en Ranavalona II
- Fenoarivo
- Iharanandriana
- Ambohidrontsy (Ambohihontsy, Ambohimanambola)
- Ambohitrondrana
- Amboatany
- Ambohiniazy, bevat een traditionele begraafplaats voor andriana (edelen)